# Commiphora guidottii
Commiphora guidottii is een struik of boom, behorend tot de familie Burseraceae. De soort levert een balsemhars, bekend onder de naam "geurige mirre" (scented myrrh of bissabol). In het Somali heet de boom hadi en de balsemhars habak hadi. De soort staat op de Rode Lijst van de IUCN geklasseerd als 'kwetsbaar'.

## Beschrijving
Het is een boom of struik die een hoogte van 5 meter kan bereiken. De stam en takken zijn bedekt met een afbladderende bast die een groenachtige of bruinachtige kleur heeft. De bladeren zijn samengesteld uit drie of vijf-zeven blaadjes. Deze zijn 2,5 centimeter breed en 10 centimeter lang als ze volledig volgroeid zijn en zijn ovaal tot breed ovaal van vorm. De bloemen zijn crèmekleurig en erg klein, slechts enkele millimeters breed. De vrucht is afgerond, ongeveer 1 centimeter in diameter en bevat een enkele steen.

## Verspreiding
De soort is inheems in Somalië en Ethiopië. In Somalië komt de soort tamelijk wijdverspreid voor en in Ethiopië wordt de soort aangetroffen in het aan Somalië grenzende woestijngebied Ogaden. Hij groeit daar in droge en meestal ontoegankelijke gebieden met gipsbodems en te midden van een bosachtige vegetatie van Acacia- en Commiphora-soorten.

## Gebruik
In het droge seizoen wordt de balsemhars getapt door middel van het maken van insnijdingen in de bast. Deze geurige mirrehars heeft een geelachtig rode kleur en is zoetgeurend. De hars sijpelt uit de beschadigde bast en beschermd de boom tegen infecties en insecten zoals termieten. De hars werd gebruikt door de oude Egyptenaren bij het balsemen van mummies en de Romeinen gebruikten het als tempelwierook. Somaliërs gebruiken de hars als reinigingsmiddel, om maagklachten en wonden te behandelen en het wordt ook gebruikt tijdens de bevalling. Verder wordt de hars geëxporteerd naar Europa en China, waar het wordt gebruikt in de parfumindustrie.
... 
C. africana · 
C. caudata · 
C. gileadensis · 
C.  guidottii · 
C. kataf · 
C. myrrha · 
C. simplicifolia · 
C. wightii · 
C. wildii
...